# Wierzchowisko (województwo śląskie)
Wierzchowisko – wieś w Polsce położona w województwie śląskim, w powiecie częstochowskim, w gminie Mykanów.
W latach 1975–1998 miejscowość należała administracyjnie do województwa częstochowskiego.
W miejscowości znajduje się Szkoła Podstawowa im. Tadeusza Kościuszki w Wierzchowisku.
W miejscowości znajduje się kościół, który jest siedzibą parafii Jezusa Chrystusa Dobrego Pasterza. W strukturze kościoła rzymskokatolickiego parafia należy do metropolii częstochowskiej, archidiecezji częstochowskiej, dekanatu Częstochowa - Podwyższenia Krzyża Świętego.

## Zbrodnia w Wierzchowisku
1 września 1943 r. niemieccy okupanci dokonali mordu na dwóch mieszkańcach Wierzchowiska za udzielanie schronienia Żydom. Ofiarami zbrodni byli Franciszka i Józef Sowowie.16 czerwca 2020 r. w ramach projektu Zawołani po imieniu została odsłonięta tablica pamiątkowa honorująca postawę małżeństwa Sowów.

## Ludzie związani z Wierzchowiskiem
W miejscowości prowadzone jest Artystyczne Przedszkole Olka Klepacza „Klepaczówka”, którego właścicielem jest Aleksander Klepacz – lider grupy Formacja Nieżywych Schabuff.
W latach 1987–1995 dyrektorem Szkoły Podstawowej im. Tadeusza Kościuszki w Wierzchowisku był pełniący od 2017 roku funkcję starosty powiatu częstochowskiego Krzysztof Smela.